# Pseudokardinal
Udtrykket pseudokardinal benyttes indenfor katolsk kirkehistorieskrivning om kardinaler som er udnævnt af en modpave.
Deres udnævnelse regnes ikke som gyldig af den katolske kirke, og har bare betydning så længe modpaven som udnævnte dem eller en efterfølger valgt af pseudokardinalerne udfører sit embede. I flere tilfælde er pseudokardinaler blevet legitimerede af den retmæssige pave efter at have skiftet side.